# Burt Kwouk
Burt Kwouk; właściwie Herbert Tsangtse Kwouk (w języku chińskim: 郭弼) (ur. 18 lipca 1930 w Warrington; zm. 24 maja 2016 w Manchesterze) – brytyjski aktor filmowy i telewizyjny pochodzenia chińskiego. 
Występował w roli Cato w serii filmów komediowych Różowa Pantera z Peterem Sellersem w roli inspektora Clouseau.
W 2011 otrzymał Order Imperium Brytyjskiego IV klasy (OBE).

## Filmografia
Filmy:
- Gospoda Szóstego Dobrodziejstwa (1958) jako Li
- Wczorajszy wróg (1959) jako japoński żołnierz
- Diabeł nigdy nie śpi (1962) jako Ah Wang
- Wojenny kochanek (1962) jako Chung
- Różowa Pantera (1963) jako Cato Fong
- Goldfinger (1964) jako pan Ling
- Różowa Pantera: Strzał w ciemności (1964) jako Cato Fong
- Klątwa muchy (1965) jako Tai
- Nasz człowiek w Marrakeszu (1966) jako kierownik eksportu
- Narzeczone Fu Manchu (1966) jako Feng
- Wojna w Algierze (1966) jako wietnamski oficer
- Casino Royale (1967) jako chiński generał
- Żyje się tylko dwa razy (1967) jako Numer 3, agent organizacji WIDMO
- Trzewiki rybaka (1968) jako Peng
- Najniebezpieczniejszy człowiek świata (1969) jako Chang Shou
- Na samym dnie (1970) jako sprzedawca hot dogów
- Rollerball (1975) jako japoński doktor
- Powrót Różowej Pantery (1975) jako Cato Fong
- Różowa Pantera kontratakuje (1976) jako Cato Fong
- Ostatni film o Legii Cudzoziemskiej (1977) jako o. Shapiro
- Zemsta Różowej Pantery (1978) jako Cato Fong
- Szatański plan doktora Fu Manchu (1980) jako służący dr Fu Manchu
- Na tropie Różowej Pantery (1982) jako Cato Fong
- Klątwa Różowej Pantery (1983) jako Cato Fong
- Obfitość (1985) jako pan Aung
- Imperium słońca (1987) jako pan Chen
- Air America (1990) jako gen. Lu Soong
- Kolumbie do dzieła (1992) jako Wang
- Zastrzelić Elizabeth (1992) jako o. Chu
- Syn Różowej Pantery (1993) jako Cato Fong
- Czerwona zagłada (1995) jako Kim Soo
- Baśnie tysiąca i jednej nocy (2000) jako kalif Beder
- Pocałunek smoka (2001) jako wujek Tai
- Podróż na zachód (2001) jako prof. Sheng
- Bez granic (2003) jako gen. Gao
- Yamakasi 2: Synowie wiatru (2004) jako Wong
- Mściciel (2004) jako Tommy Li
- Dziewczyna ze stratosfery (2004) jako Papa-San

Seriale TV:
- Rewolwer i melonik (1961-69) jako król Tenuphon/Mason/Tusamo (gościnnie; 1961, 1964 i 1965)
- Święty (1962-69) jako Tawau/gen. Wing/pan Ching (gościnnie; 1965, 1967 i 1968)
- Doktor Who (1963-89) jako Lin Futu (gościnnie, 1982)
- Tenko (1981-84) jako mjr Yamauchi
- Noble House (1988) jako Phillip Chen
- Kosmiczny posterunek (1994-95) jako Slik Ostrasky (gościnnie, 1994)
- Królowa miecza (2000-01) jako mistrz Kiyomosa (gościnnie, 2001)
- Babie lato (1973-2010) jako Entwistle (w l. 2002-10)
- Sędzia John Deed (2001-07) jako prof. Vang Pao (gościnnie, 2005)
- Milczący świadek (1996-nadal) jako Jimmy Han (gościnnie, 2006)